# Jan Kadłubiski
Jan Kadłubiski (ur. 12 stycznia 1931 w Warszawie, zm. 6 sierpnia 2025 tamże) – polski pianista i pedagog.

## Życiorys
W 1948 ukończył Państwowe Gimnazjum i Liceum im. Stefana Batorego w Warszawie. Studiował na Wydziale Prawa Uniwersytetu Warszawskiego i w  Państwowej Wyższej Szkole Muzycznej w Warszawie. W 1956 ukończył wyższe studia muzyczne w Warszawie u Margerity Trombini-Kazuro. Później kształcił się pod kierunkiem Zbigniewa Drzewieckiego, w wiedeńskiej Akademie für Musik und darstellende Kunst u Władysława Kędry, w Wenecji u Ornelli Puliti-Santoliquido oraz w Accademia Musicale Chigiana w Sienie u Guido Agostiego.
Laureat kilku konkursów krajowych i zagranicznych, koncertował w Europie i USA, nagrywał dla rozgłośni radiowych krajowych i zagranicznych, prowadził kursy mistrzowskie w kilku uczelniach oraz na macierzystym Uniwersytecie Fryderyka Chopina.
Otrzymał tytuł „Honorary President for region of Poland” Word Piano Teachers Association, w 1994 otrzymał tytuł profesora. Do 2006 prowadził klasę fortepianu w Białostockiej Filii Akademii Muzycznej im. Fryderyka Chopina. Był przewodniczącym jury Międzynarodowego Festiwalu Chopinowskiego na Mazowszu w Sochaczewie. Był autorem wielu publikacji na temat zagadnień pianistyki i estetyki muzycznej.